# Holoplatys fusca
Holoplatys fusca là một loài nhện trong họ Salticidae.
Loài này thuộc chi Holoplatys. Holoplatys fusca được Ferdinand Karsch miêu tả năm 1878.